# Doelenzaal
De Doelenzaal was gevestigd in een gebouw aan de Kloveniersburgwal 87-89 in Amsterdam.
Het pand werd in 1883 gebouwd als vervanging van menagerie Blauw Jan, naar ontwerp van L. Beirer en J.J. Bekker, in opdracht van de in 1854 opgerichte vereniging Maatschappij voor den Werkenden Stand, die zich ten doel stelde de zedelijke en stoffelijke belangen van de werkende stand te bevorderen. De maatschappij beijverde zich voor de oprichting van ambachtsscholen. Boven de naam aan de gevel zijn drie beeldhouwwerkjes zichtbaar die de ambachten timmeren, metselen en smeden verbeelden.
Na de Tweede Wereldoorlog had het gebouw vele bestemmingen, tot het in de jaren zeventig vaak leeg stond. In 1985 werd De Doelenzaal verbouwd tot een theater met kantoor- en repetitie-ruimten. Het werd de thuishaven voor het Internationaal Danstheater en ook Theatergroep Toetssteen speelde er hun voorstellingen. In 2016 werd het gebouw verkocht en verbouwd tot kantoorruimte en appartementen.